# Комсомолец (Алтайский край)
Комсомо́лец — посёлок в Косихинском районе Алтайского края, Россия. Входит в состав Налобихинского сельсовета.

## География
Посёлок находился на реке Налобиха, левом притоке реки Бобровка.
Уличная сеть
В посёлке 3 улицы: Зеленая, Луговая и Озёрная.
Климат
Климат резко континентальный. Средняя температура января минус 20˚С, июля — +21˚С. Абсолютный температурный максимум — +38˚С, абсолютный минимум — минус 52˚С. Преобладание в Косихинском районе малооблачной антициклональной погоды обуславливает низкие температуры зимой и достаточно высокие летом. Годовое количество атмосферных осадков — 350—400 мм (примерно половина из них выпадает в течение летних месяцев). Преобладающее направление ветра в течение года — юго-западное с переходом на северо-западное.
Транспорт
В Косихинском районе существует сеть региональных дорог, проходит федеральная трасса «Чуйский тракт» (Новосибирск — Барнаул — Горно-Алтайск — граница с Монголией).

## История
Посёлок был образован в советский период, в 1939 году в результате укрупнения колхозов, на базе одного из отделений.

## Население
| 2004 | 2005 | 2006 | 2007 | 2010 |
| ---- | ---- | ---- | ---- | ---- |
| 44   | ↘42  | ↘37  | ↘31  | ↘0   |

Национальный состав
Согласно результатам переписи 2002 года, в национальной структуре населения русские составляли 89 % от 44 чел.